# Szerb Egyházi Múzeum (Szentendre)
A Szerb Egyházi Múzeum Magyarországon, Szentendre városának főterén található.

## Története
A múzeum története, a tárgyak gyűjtésének munkája összefonódik a magyarországi szerb egyháztörténettel.
A gyűjtemény alapja a szentendrei püspöki kincstár, amely az idők során újabb és újabb értékekkel bővült, így fokozatosan a legjelentősebb hazai ortodox gyűjteménnyé nőtte ki magát. Szorosan kapcsolódik hozzá az egyházmegyei könyvtár és levéltár anyaga.
A műalkotások többsége a XVIII. sz.-ból való. Jelentős az ikonanyag, amely részben a posztbizánci iskolát követi, de sok közülük az autodidakta művészek által alkotott újszerűbb kép is. A tanultabb művészek között van Ostoja Mrkojevic, Mitrofán Zográf és Nedelko Podovic.

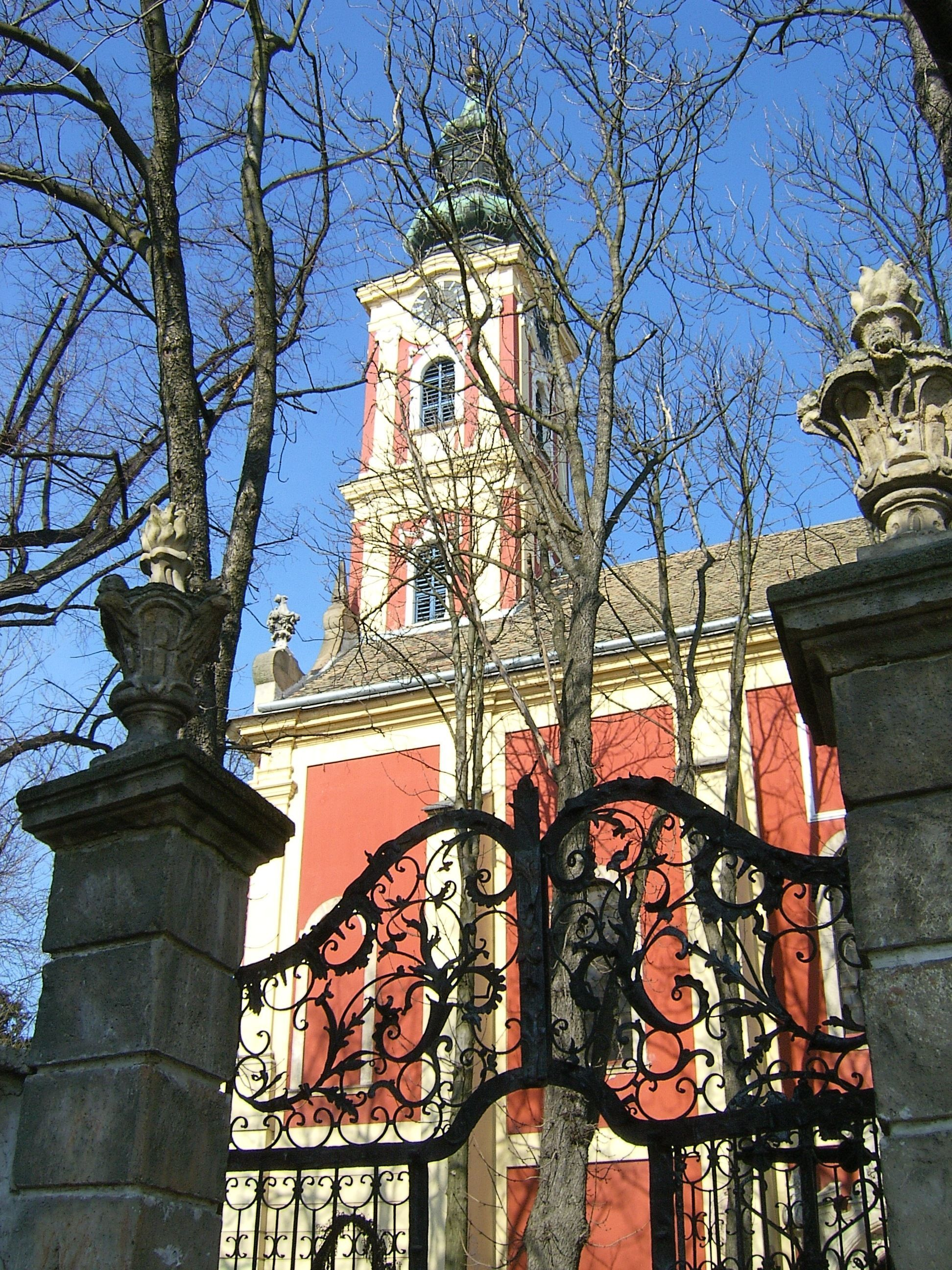
Belgrád szerb ortodox székesegyház - Szentendre

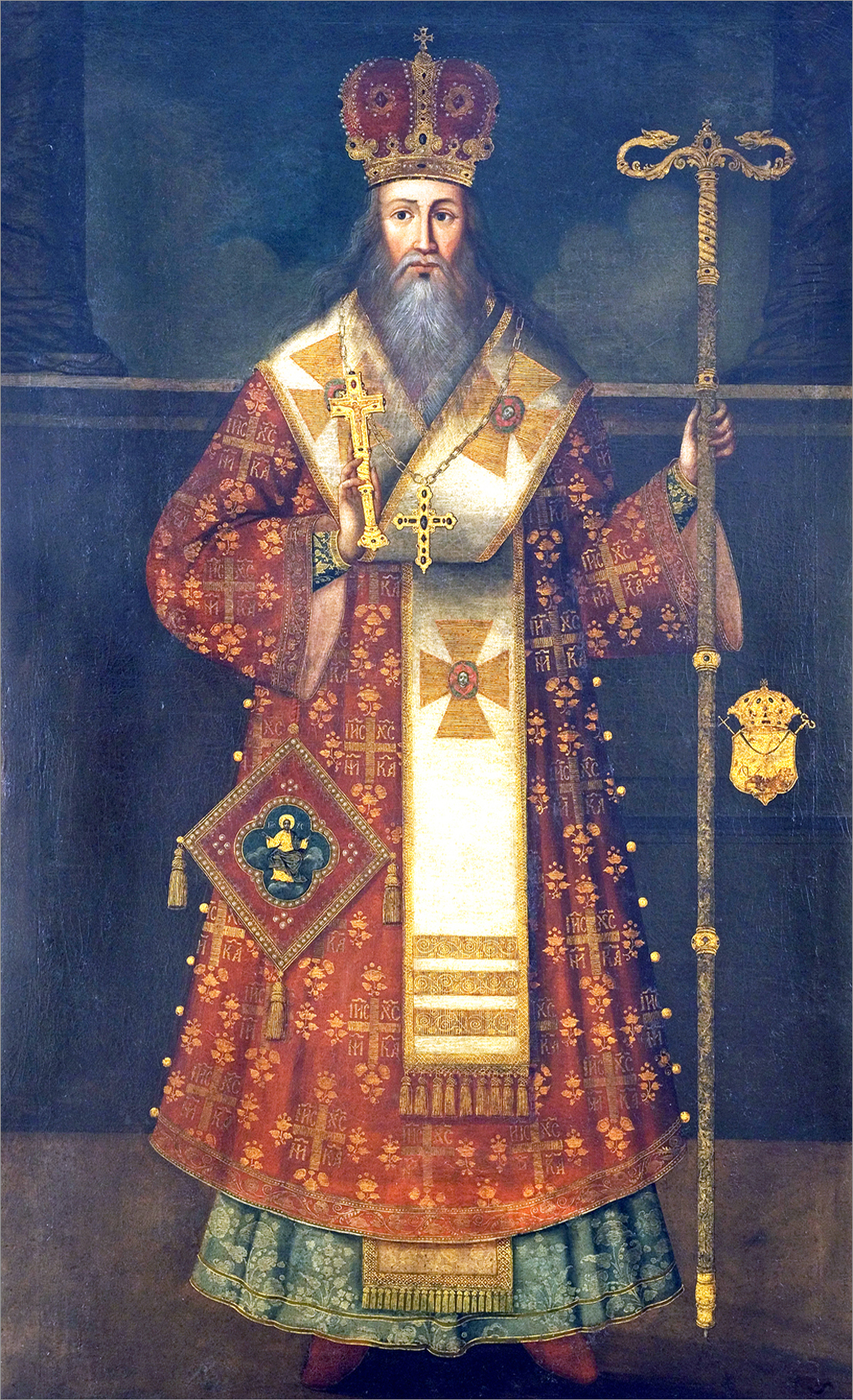
III. Arsenije Čarnojević

A gyűjtemény tárgyát képezik egyéb istentiszteleti és liturgikus tárgyak is. Az iparművészeti alkotások már barokk jegyeket viselnek. Ezeket gyakran magyar, osztrák és más európai mesterektől rendelték, de a helyi szerb ötvösök is remekműveket állítottak elő.
A XVIII. sz-tól már az ikonosztázok is egyre inkább barokk jelleget öltenek (a Preobrazsenszka-templom ikonfala). Olyan művészek kaptak vezető szerepet, mint Jovan Popović, Stefan Tenecki és az újvidéki Vasa Ostojić.
A magyarországi ortodox kultúra utolsó virágkora a XVIII. sz. vége és a XIX. sz. eleje. Az ekkori festők közül kiemelkedik Pavel Đurković, illetve a budai Mihailo Živković, aki a szentendrei Blagovesztenszka-templom ikonosztázát is festette.
Ezt követően a szerb népesség és kultúra is hanyatlásnak indult. „A trianoni békediktátum által meghúzott határokon belül csak egy ortodox püspöki székhely maradt Magyarországon: Buda, illetve Szentendre. A több milliós hazai ortodoxia néhány tízezerre zsugorodott. A trianoni Magyarországon rekedt román parókiák a nagyváradi, illetve az aradi püspök alá tartoztak. Már az 1920-as években tárgyalások folytak, hogy az összes magyarországi ortodox egyházközség a budai szerb püspök joghatósága alatt éljen, de ez csak terv maradt.”
Az 1960-as évek végén már múzeumként funkcionáló épületben a hazai szerb ortodox egyházművészet tárgyi emlékei láthatóak a szentségtartóktól, ikonoktól kezdve az egyházi ruházatokon át. Ezeken kívül megcsodálhatóak a szépséges kódex-bibliák, pásztorbotok és bútorok is.
Többek között itt található III. Arsenije Čarnojević szerb pátriárka képe főpapi ornátusban.
A gyűjtemény gazdag áttekintést nyújt a szerb egyházmegye művészetéről, annak fejlődéséről és az azt ért külső - elsősorban nyugati  hatásokról, a bizánci és a barokk-klasszicista elemek keveredéséről.